# 第65回国民体育大会
| 冬季大会スケート・アイスホッケー競技会 | 冬季大会スケート・アイスホッケー競技会 |
| -------------------------------------- | -------------------------------------- |
| 参加人数                               | 1,731人                                |
| 競技数                                 | 2競技                                  |
| 開始式                                 | 1月27日                                |
| 表彰式                                 | 1月31日                                |
| 選手宣誓                               | 柴田嶺                                 |
| 主競技場                               |                                        |
| 冬季大会スキー競技会                   |                                        |
| 参加人数                               | 1,807人                                |
| 競技数                                 | 1競技                                  |
| 開始式                                 | 2月25日                                |
| 表彰式                                 | 2月28日                                |
| 選手宣誓                               | 湯本史寿                               |
| 主競技場                               |                                        |
| 本大会                                 |                                        |
| 参加人数                               | 22,550人                               |
| 競技数                                 | 正式競技37、公開競技2                  |
| 開会式                                 | 9月25日                                |
| 閉会式                                 | 10月5日                                |
| 開会宣言                               | 森田健作（千葉県知事）                 |
| 選手宣誓                               | 黒田裕、向谷美咲                       |
| 最終炬火ランナー                       | 美濃越舞、千葉由樹                     |
| 主競技場                               | 千葉県総合スポーツセンター陸上競技場   |

第65回国民体育大会は、2010年（平成22年）に北海道と千葉県で開催された国民体育大会である。
北海道開催分はくしろサッポロ氷雪国体（くしろサッポロひょうせつこくたい）として北海道釧路市および札幌市を会場として行われた。千葉県開催分の愛称はゆめ半島千葉国体（ゆめはんとうちばこくたい）で、マスコットキャラクターは今大会のために製作されたチーバくんで、大会終了翌年から千葉県のマスコットキャラクターに就任し2025年現在も活動している。

## 冬季大会
スケート競技会・アイスホッケー競技会
- 会期　2010年1月27日から1月31日（5日間）
- 開始式会場　湿原の風アリーナ釧路
- 表彰式会場　釧路市生涯学習センター

スキー競技会
- 会期　2010年2月25日から2月28日（4日間）
- 開始式・表彰式会場　札幌コンベンションセンター

### 実施競技・会場一覧
| 競技名                 | 競技名                         | 競技名 | 開催地 | 会場                   |
| ---------------------- | ------------------------------ | ------ | ------ | ---------------------- |
| スケート               | スピード（詳細）               |        | 釧路市 | 柳町スピードスケート場 |
| スケート               | フィギュア（詳細）             |        | 釧路市 | 春採アイスアリーナ     |
| スケート               | ショートトラック（詳細）       |        | 釧路市 | 春採アイスアリーナ     |
| アイスホッケー（詳細） | アイスホッケー（詳細）         |        | 釧路市 | 釧路アイスアリーナ 他  |
| スキー                 | ジャイアントスラローム（詳細） |        | 札幌市 | サッポロテイネ         |
| スキー                 | スペシャルジャンプ（詳細）     |        | 札幌市 | 宮の森ジャンプ競技場   |
| スキー                 | コンバインド（詳細）           |        | 札幌市 | 宮の森ジャンプ競技場   |
| スキー                 | 白旗山競技場                   |        | 札幌市 |                        |
| スキー                 | クロスカントリー（詳細）       |        | 札幌市 |                        |

## 本大会

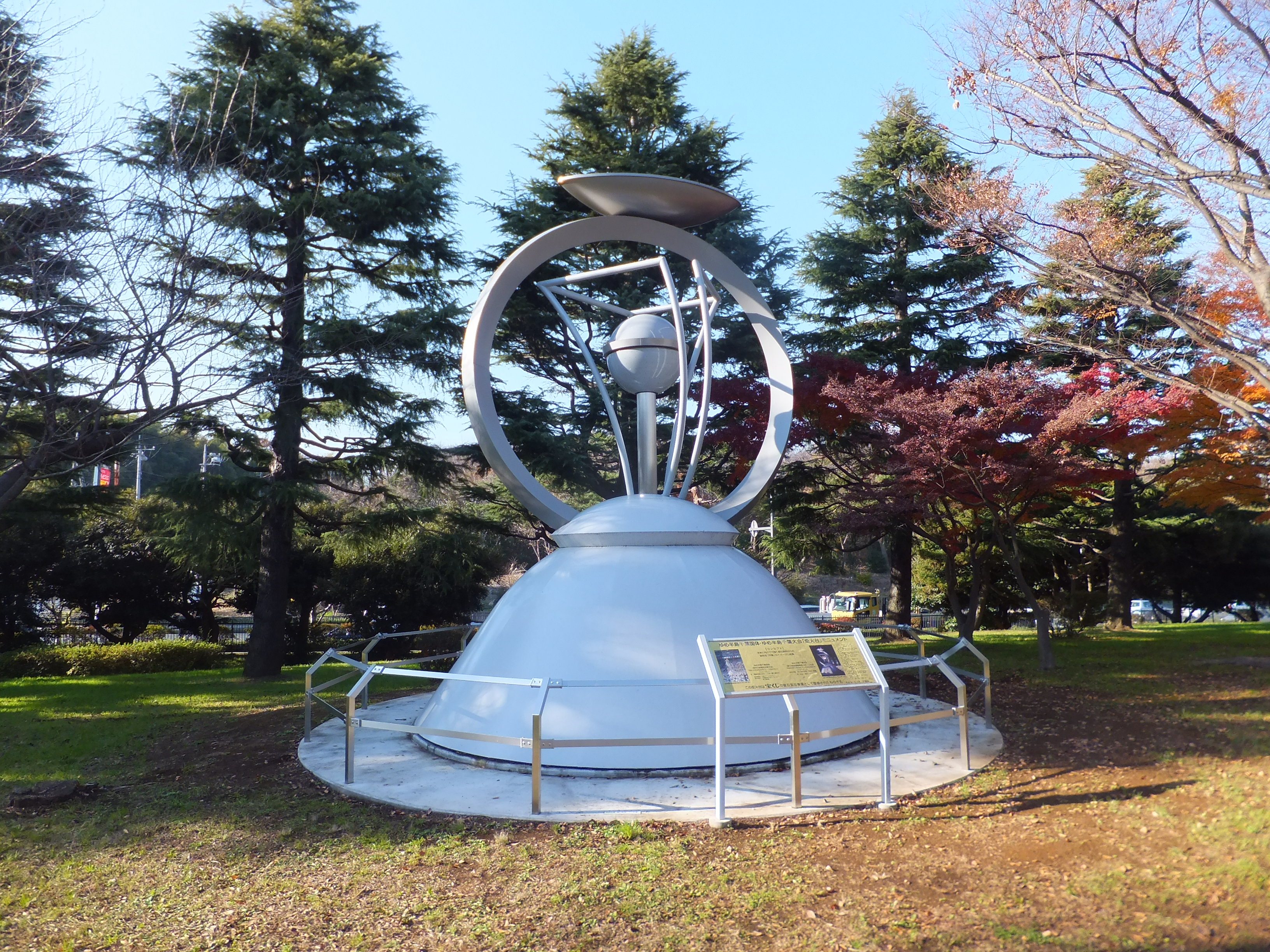
千葉県総合スポーツセンターにある炬火台のモニュメント

- 会期　2010年9月25日から10月5日（11日間）
  - ただし、「会期前競技」として、水泳大会を9月8日から9月17日、ゴルフ大会を9月21日から9月23日に施行。
- 総合開会式会場　千葉マリンスタジアム（野球場で開会式を開催するのは1946年の第1回大会以来2度目）
- 総合閉会式会場　千葉県総合スポーツセンター陸上競技場

### 競技会場等
（正式競技、公開競技のみ。スポレク競技は省略）
正式競技
- 陸上競技 千葉県総合スポーツセンター陸上競技場（千葉市）
- 水泳（シンクロ、飛び込み、水球含む） 千葉県国際総合水泳場（習志野市）千葉国体-習志野市公式ページ
- サッカー 市原緑地運動公園臨海競技場、姉崎公園サッカー場、八幡公園八幡球技場、市津運動広場多目的広場、市原スポレクパーク（市原市）
- テニス 千葉県立柏の葉公園庭球場、柏市柏の葉庭球場、柏市富勢運動場庭球場（柏市）柏市ゆめ半島千葉国体ホームページ
- ボート 小見川ボート場（香取市）
- ホッケー
  - 成年 - 白子スポーツ振興ホテル組合サッカー場（白子町）
  - 少年 - いすみ市大原グラウンド陸上競技場（いすみ市）
- ボクシング 鴨川市総合運動施設文化体育館（鴨川市）
- バレーボール
  - 茂原市市民体育館（茂原市）
  - 東金アリーナ、城西国際大学スポーツ文化センター（東金市）
  - 大網白里アリーナ（大網白里町）
- 体操・新体操 千葉ポートアリーナ（千葉市）
- バスケットボール
  - 男子 - 船橋市総合体育館、船橋市運動公園体育館（船橋市）
  - 女子 - 八千代市市民体育館（八千代市）
- レスリング 佐倉市民体育館（佐倉市）
- セーリング 千葉市稲毛ヨットハーバー（千葉市）
- ウエイトリフティング 千葉県立八千代高等学校体育館・トレーニング場（八千代市）
- ハンドボール
  - 市川市塩浜市民体育館、市川市国府台市民体育館、市川学園古賀記念体育館、昭和学院中学校・高等学校体育館（市川市）
  - 香取市民体育館、香取市立佐原中学校体育館（香取市）
- 自転車
  - トラック - 松戸競輪場（松戸市）
  - ロード - 特設ロードレースコース（南房総市）
- ソフトテニス 白子サニーテニスコート（白子町）
- 卓球 旭市総合体育館（旭市）
- 軟式野球
  - 新日鐵君津球場（君津市）
  - 富津市民ふれあい公園臨海野球場（富津市）
  - 袖ケ浦市総合運動場野球場、袖ケ浦市今井野球場（袖ケ浦市）
  - 南房総市千倉総合運動公園野球場（南房総市）
  - 千葉県立館山運動公園野球場（館山市）
- 相撲 木更津市民体育館（木更津市）
- フェンシング 松戸運動公園体育館（松戸市）
- 柔道 サウンドハウス・スポーツセンターフィットネスハウス・アリーナ（成田市）
- ソフトボール
  - 成年男子 - ナスパ・スタジアム、下総運動公園野球場（成田市）
  - 成年女子 - 大谷津運動公園野球場・多目的広場（成田市）
  - 少年男子 - 北羽鳥多目的広場（成田市）
  - 少年女子 - サウンドハウス・スポーツセンターネットハウス・ボールパーク、千葉県立成田国際高等学校グラウンド（成田市）
- バドミントン　野田市関宿総合公園体育館、野田市総合公園体育館（野田市）
- 弓道
  - 近的 - 千葉県立匝瑳高等学校弓道場（匝瑳市）
  - 遠的 - 千葉県立匝瑳高等学校特設遠的弓道場（匝瑳市）
- ライフル射撃
  - AR・AP - 千葉県立千葉大宮高等学校体育館（千葉市）
  - SFR・SSR - 千葉県総合スポーツセンター射撃場（千葉市）
  - BR・BP - 千葉市立千城小学校体育館（千葉市）
- 剣道 千葉県立館山運動公園体育館（館山市）
- ラグビー 市原スポレクパーク、市原緑地運動公園臨海競技場（市原市）
- カヌー
  - スプリント - 鹿島川特設カヌー会場 （佐倉市）
  - スラローム・ワイルドウォーター - 栗山川特設カヌー会場 （香取市）
- アーチェリー 船橋市運動公園陸上競技場（船橋市）
- 空手道 浦安市運動公園総合体育館（浦安市）
- 銃剣道 四街道総合公園体育館（四街道市）
- クレー射撃 京葉射撃倶楽部射撃場（市原市）
- なぎなた 我孫子市民体育館（我孫子市）
- ボウリング JFE千葉リバーレーン（千葉市）
- ゴルフ
  - 成年男子 - 成田ゴルフ倶楽部（成田市）
  - 少年男子 - スカイウェイカントリークラブ（成田市）
  - 女子 - 総成カントリー倶楽部（成田市）
- 山岳 印西市松山下公園総合体育館（印西市）
- 馬術 ブルーベリーヒル勝浦特設馬術会場（勝浦市）

公開競技
- 高校野球・硬式 銚子市野球場（銚子市）
- 同・軟式 船橋市運動公園野球場（船橋市）
- トライアスロン 銚子マリーナ特設トライアスロン会場（銚子市）

### イメージソング
- DREAMS COME TRUE「CARNAVAL ～すべての戦う人たちへ～」

## 総合成績

### 天皇杯
- 第1位：千葉県
- 第2位：東京都
- 第3位：神奈川県

### 皇后杯
- 第1位：千葉県
- 第2位：東京都
- 第3位：愛知県

## 秋雨の影響
2年前の2008年に開催された「チャレンジ!おおいた国体」時にも台風15号により影響が出たが、ゆめ半島千葉国体においても、開催時期が秋雨時期による影響が発生した。屋外で行われるソフトボール、ゴルフ、ボート、高校野球（硬式野球、軟式野球）の開催に影響が出た。これは、主催者の協議により「大会の競技期間の短縮（例・4日間を3日間に短縮）は可能だが、期間延長（例・3日間を4日間に延長）は原則不可とする」という取り決めがあったためである。具体的には以下の措置が取られた。
- ソフトボール（成年男子、成年女子、少年男子、少年女子） - 1回戦（9月26日）のみ実施、9月27日・28日は中止。準々決勝以降を打ち切り、ベスト8に進出したチーム全てを第1位とし、1回戦シードとなっていたチームは1戦も戦わずして第1位となった。
- ゴルフ（成年男子団体、成年男子個人、女子団体、女子個人、少年男子団体、少年男子個人） - 9月22日のみ実施し、23日は中止。そのため全競技2日間予定のところを、22日実施の1日間だけのラウンドで結果を決めることになった。
- ボート（成年男子、成年女子、少年男子、少年女子） - 9月26日は台風12号の影響で全競技中止。そのため、全区分で敗者復活戦は中止された。
- 高校野球（軟式） - 1回戦（9月26日）及び準々決勝（9月26日・29日）のみ実施、9月27日・28日は中止。準決勝、決勝を打ち切り、ベスト4に進出したチーム全てを第1位とした。なお、29日の関西高校（岡山県）対作新学院高校（栃木県）の試合は引き分けで両校ベスト4となり、結果5校が第1位となった。
- 高校野球（硬式） - 1回戦（9月26日・29日）及び準々決勝（9月29日）のみ実施、9月27日・28日・30日は中止。2回戦の一部試合と準決勝、決勝を打ち切った。硬式については、ベスト4が出揃わなかったため、規定により2回戦を勝利したベスト4の高校2校は第1位とはならなかった。この年は興南高校（沖縄県）が春のセンバツ・夏の甲子園を制しており、国体も制すれば3冠達成と注目された大会でもあったが、天候に泣いた形となった。

なお、高校野球については、公開競技であるため、天皇杯・皇后杯得点への影響は無かった。